# Football Club Locarno 1986-1987
Questa voce raccoglie le informazioni riguardanti il Football Club Locarno nelle competizioni ufficiali della stagione 1986-1987.

## Stagione
La squadra chiuse la Lega Nazionale A al 15º posto, venendo retrocessa in Lega Nazionale B.

Dalla prima giornata di ritorno l'allenatore diventa Václav Halama che subentra a Toni Chiandussi.

## Rosa
fonte= FC Locarno Rosa 1986-1987, su calcio.com. URL consultato il 31 ottobre 2020.
| N. |                     | Ruolo | Calciatore       |
| -- | ------------------- | ----- | ---------------- |
|    | Svizzera (bandiera) | P     | Paolo Bernasconi |
|    | Svizzera (bandiera) | P     | Armando Rossi    |
|    | Svizzera (bandiera) | D     | William Fornera  |
|    | Svizzera (bandiera) | D     | Luca Genetelli   |
|    | Italia (bandiera)   | D     | Carlo Gianfreda  |
|    | Svizzera (bandiera) | D     | Enrico Giani     |
|    | Svizzera (bandiera) | D     | Claudio Gilardi  |
|    | Svizzera (bandiera) | D     | Francois Laydu   |
|    | Germania (bandiera) | D     | Kurt Niedermayer |
|    | Svizzera (bandiera) | D     | Claudio Tedeschi |
|    | Svizzera (bandiera) | D     | Pierluigi Tami   |

| N. |                      | Ruolo | Calciatore            |
| -- | -------------------- | ----- | --------------------- |
|    | Svizzera (bandiera)  | C     | Jean-Michel Guillaume |
|    | Svizzera (bandiera)  | C     | Reto Arrigoni         |
|    | Svizzera (bandiera)  | C     | Davide Morandi        |
|    | Svizzera (bandiera)  | C     | Andrea Mordasini      |
|    | Finlandia (bandiera) | C     | Pasi Rautiainen       |
|    | Germania (bandiera)  | C     | Paul Schönwetter      |
|    | Svizzera (bandiera)  | C     | Giovanni Volentik     |
|    | Svizzera (bandiera)  | A     | Bruno Abächerli       |
|    | Svizzera (bandiera)  | A     | Thomas Bachofner      |
|    | Svizzera (bandiera)  | A     | Winfried Kurz         |
|    | Svizzera (bandiera)  | A     | Adriano Omini         |

## Calciomercato

### Sessione estiva
fonte= FC Locarno trasferimenti 1986-1987, su calcio.com. URL consultato il 31 ottobre 2020.
| Acquisti | Acquisti         | Acquisti     | Acquisti |
| R.       | Nome             | da           | Modalità |
| -------- | ---------------- | ------------ | -------- |
| C        | Pasi Rautiainen  | HJK Helsinki |          |
| C        | Reto Arrigoni    | Winterthur   |          |
| C        | Paolo Bernasconi | Lugano       |          |
| D        | Francois Laydu   | Basilea      |          |
| D        | Claudio Tedeschi | Chiasso      |          |

| Cessioni | Cessioni          | Cessioni | Cessioni |
| R.       | Nome              | da       | Modalità |
| -------- | ----------------- | -------- | -------- |
| C        | Caryl Facchinetti | Losanna  |          |

## Risultati

### Lega Nazionale A

#### Girone di andata
| Arbitro: | Sandoz |

|                            |           |  |
| Prytz 44’ (rig.) Siwek 88’ | Marcatori |  |

| Arbitro: | Gächter |

|                                                                         |           |  |
| Sylvestre 26’ (aut.) Gianfreda 48’ Guillaume 58’ Bachofner 74’ Kurz 86’ | Marcatori |  |

| Arbitro: | Morex |

|                                 |           |               |
| Strack 66’ Maissen 66’ Knup 84’ | Marcatori | 24’ Bachofner |

| Arbitro: | Friedrich |

|  |           |                 |
|  | Marcatori | 68’ Christensen |

| Arbitro: | Muhmenthaler |

|                |           |               |
| Fargeon 4’, 6’ | Marcatori | 72’, 83’ Kurz |

| Arbitro: | Röthlisberger |

|                   |           |                      |
| Tami 56’ Kurz 67’ | Marcatori | 7’ Halter 46’ Müller |

| Arbitro: | Schlup |

|                                                   |           |                 |
| Bachofner 16’, 67’ Tami 42’ Kurz 45’ Tedeschi 76’ | Marcatori | 81’ El-Haddaoui |

| Arbitro: | Daina |

|                                                    |           |                                    |
| Eriksen 17’ Schnyder 40’ Kok 57’, 81’ Decastel 85’ | Marcatori | 10’ (rig.) Schönwetter 45’ Fornera |

| Arbitro: | Morex |

|  |           |                             |
|  | Marcatori | 38’ (rig.) Egli 48’ Matthey |

| Locarno 8 ottobre 1986, ore 20:00 CEST 10ª giornata | Locarno | 0 – 0 referto | San Gallo | Stadio del Lido (4 500 spett.)\| Arbitro: \| Roduit \| |
| Arbitro:                                            | Roduit  |               |           |                                                        |

| Arbitro: | Gächter |

|                                   |           |          |
| Elsener 32’ (rig.) Bevilacqua 80’ | Marcatori | 52’ Kurz |

| Arbitro: | Röthlisberger |

|               |           |            |
| Bachofner 72’ | Marcatori | 5’ Alliata |

| Arbitro: | Muhmenthaler |

|                                                                                     |           |                       |
| Lüthi 5’, 16’, 51’ Sutter 45’ Lei-Ravello 64’ (rig.), rig’ Heinz Hermann 90’ (rig.) | Marcatori | 47’ Tedeschi 54’ Tami |

| Arbitro: | Morex |

|                    |           |                                         |
| Kurz 36’ Omini 90’ | Marcatori | 44’ Friberg 65’ Rueda 72’ (rig.) Mullis |

| Arbitro: | Martino |

|                                                  |           |           |
| Cina 2’, 49’ Bouderbala 60’ Bonvin 84’ Bregy 85’ | Marcatori | 79’ Giani |

#### Girone di ritorno
| Arbitro: | Daina |

|               |           |                                      |
| Bachofner 49’ | Marcatori | 12’ Brigger 15’, 55’ Cina 58’ Bonvin |

| Arbitro: | Hänni |

|             |           |                        |
| Zbinden 44’ | Marcatori | 33’ Kurz 66’ Abächerli |

| Arbitro: | Galler |

|  |           |                      |
|  | Marcatori | 53’ Sutter 87’ Lüthi |

| Arbitro: | André Reck (Svizzera) |

|            |           |  |
| Studer 29’ | Marcatori |  |

| Arbitro: | Kellenberger |

|             |           |           |
| Fornera 66’ | Marcatori | 2’ Sengör |

| Arbitro: | Tagliabue |

|               |           |  |
| Braschler 31’ | Marcatori |  |

| Arbitro: | Mercier |

|                                      |           |                                         |
| Sutter 21’ Gren 39’, 72’ Matthey 40’ | Marcatori | 13’, 58’ (rig.), 88’ Kurz 58’ Bachofner |

| Arbitro: | Gächter |

|                       |           |              |
| Arrigoni 36’ Kurz 52’ | Marcatori | 30’ Schnyder |

| Arbitro: | Friedrich |

|                                       |           |           |
| Schürmann 1’ Hertig 14’ Thychosen 87’ | Marcatori | 76’ Laydu |

| Arbitro: | Röthlisberger |

|                   |           |  |
| Mohr 80’ Fink 90’ | Marcatori |  |

| Locarno 16 maggio 1987, ore 20:00 CEST 26ª giornata | Locarno   | 0 – 0 referto | Bellinzona | Stadio del Lido (10 000 spett.)\| Arbitro: \| Philippoz \| |
| Arbitro:                                            | Philippoz |               |            |                                                            |

| Arbitro: | Klötzli |

|                                 |           |              |
| Herberth 18’ Wyss 46’ Rufer 90’ | Marcatori | 2’ Abächerli |

| Arbitro: | Martino |

|                                               |           |                                                      |
| Gianfreda 21’ Fornera 56’ (rig.) Arrigoni 73’ | Marcatori | 3’, 58’ (rig.) Knup 3’ Bützer 74’ Ladner 90’ Maissen |

| Arbitro: | Fischer |

|  |           |          |
|  | Marcatori | 32’ Tami |

| Arbitro: | Roduit |

|                                                     |           |             |
| Gianfreda 20’ Fornera 59’ (rig.) Tami 65’ Omini 84’ | Marcatori | 53’ Nilsson |

### Coppa Svizzera
| 19 settembre 1986 Trentaduesimi di finale | Ibach | 1 – 5 | Locarno |  |

| Locarno 19 ottobre 1986 Sedicesimi di finale | Locarno | 2 – 1 | San Gallo | Stadio del Lido |

| 9 novembre 1986 Ottavi di finale             | Winterthur           | 2 – 2 | Locarno |  |
| \| \| \| \| \| \| Tiri di rigore 4 – 5 \| \| |                      |       |         |  |
|                                              |                      |       |         |  |
|                                              | Tiri di rigore 4 – 5 |       |         |  |

| 29 marzo 1987 Quarti di finale | Kriens | 0 – 2 | Locarno |  |

| Locarno 28 aprile 1997 Semifinale | Locarno | 2 – 4 (d.t.s.) | Young Boys | Stadio del Lido |

## Statistiche

### Statistiche di squadra
| Competizione     | Punti      | In casa | In casa | In casa | In casa | In casa | In casa | In trasferta | In trasferta | In trasferta | In trasferta | In trasferta | In trasferta | Totale | Totale | Totale | Totale | Totale | Totale | DR  |
| Competizione     | Punti      | G       | V       | N       | P       | Gf      | Gs      | G            | V            | N            | P            | Gf           | Gs           | G      | V      | N      | P      | Gf     | Gs     | DR  |
| ---------------- | ---------- | ------- | ------- | ------- | ------- | ------- | ------- | ------------ | ------------ | ------------ | ------------ | ------------ | ------------ | ------ | ------ | ------ | ------ | ------ | ------ | --- |
| Lega Nazionale A | 19         | 15      | 4       | 6       | 5       | 26      | 24      | 15           | 2            | 2            | 11           | 18           | 41           | 30     | 6      | 7      | 17     | 44     | 65     | -21 |
| Coppa Svizzera   | semifinale | 2       | 1       | 0       | 1       | 4       | 5       | 3            | 2            | 1            | 0            | 9            | 3            | 5      | 3      | 1      | 1      | 13     | 8      | +5  |
| Totale           | -          | 17      | 5       | 6       | 6       | 30      | 29      | 18           | 4            | 3            | 11           | 27           | 44           | 35     | 9      | 8      | 18     | 57     | 73     | -16 |